# Concierto de Aranjuez

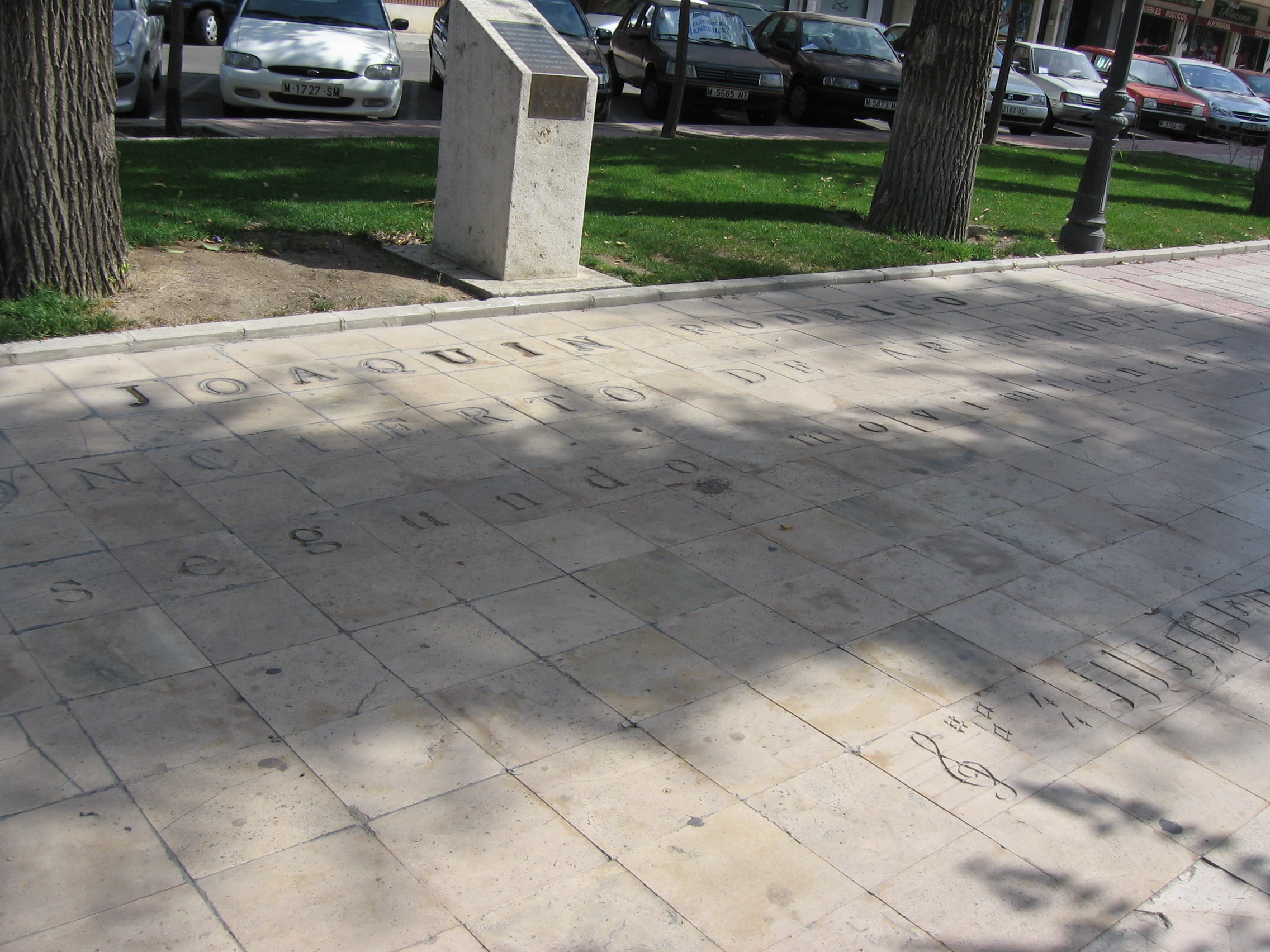
Monument dedicat al Concert d'Aranjuez de Joaquín Rodrigo a la ciutat d'Aranjuez

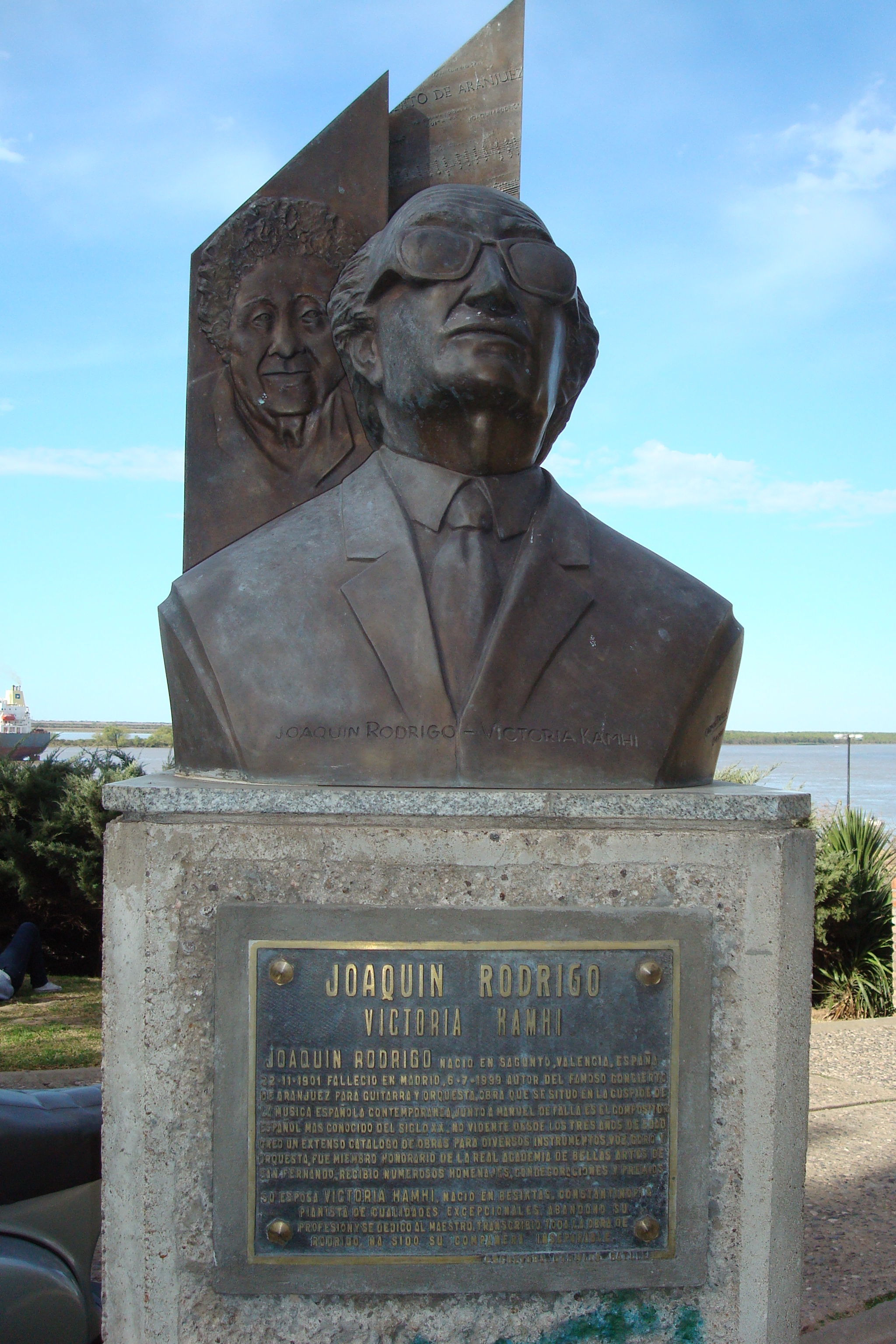
Bust de Joaquín Rodrigo, situat al Parc Espanya de la ciutat de Rosario (Argentina).

El Concierto de Aranjuez és una composició musical per a guitarra i orquestra del compositor valencià Joaquín Rodrigo. Escrit el 1939, és l'obra més coneguda de Joaquín Rodrigo i el seu èxit estableix la reputació d'aquest compositor com un dels més importants de la postguerra espanyola. El seu adagio és molt popular i, fins i tot, s'han fet versions cantades per figures de l'òpera i la cançó lleugera.

## Història
Està compost a principis de 1939 a París, lluny de la tensió que es vivia a Espanya en els darrers dies de la Guerra Civil espanyola i ja a prop de la greu situació política europea que provocaria la Segona Guerra Mundial. Es tracta de la primera obra escrita per Rodrigo per a guitarra i orquestra. L'orquestració és única: rarament el so de la guitarra s'ha confrontat amb tota una gran orquestra. No obstant això, en aquest cas, la guitarra mai queda diluïda i el solo de l'instrument destaca en tot moment. La seva estrena mundial es va produir el 9 de novembre de 1940, al Palau de la Música Catalana de Barcelona, amb un programa que incloïa obres de Dvořák, Rodrigo, Bach, Sor, Tárrega i Cassella. El solista va ser el guitarrista Regino Sainz de la Maza, acompanyat per l'Orquestra Filharmònica de Barcelona dirigida per César Mendoza Lasalle. És el primer concert per a guitarra i orquestra de la història de la música espanyola del segle xx. L'obra no s'estrenaria a Madrid fins l'11 de desembre de 1940 en el Teatro Español de Madrid sota la direcció de Jesús Arámbarri, amb el mateix guitarrista, Regino Sainz de la Maza. Posteriorment apareixeria editada per la Literaria Sociedad General de Autores de España] el 1949.

## Moviments
El concert està dividit en tres moviments: Allegro con spirito, Adagio i Allegro gentile.
El segon moviment, el més conegut dels tres, té un caràcter lent i amb una melodia reservada, que inicia el corn anglès, amb un acompanyament suau de la guitarra. Una sensació del pena continguda impregna la peça. L'ornamentació s'agrega gradualment a la melodia. Un trinat en la guitarra crea les primeres tensions del moviment que creixen i s'arrelen però que periòdicament, es relaxen amb la bonica melodia. Hi ha un nou trencament en el moment appassionato del molto, amb un acompanyament dels instruments de vent-fusta. La peça finalment acaba en un arpegi tranquil de la guitarra, encara que és el rerefons musical més que la nota final de la guitarra la que la resol la peça.
El tercer moviment és mixt, en el sentit que barreja ritmes de 2/4 i 3/4.

## Inspiració

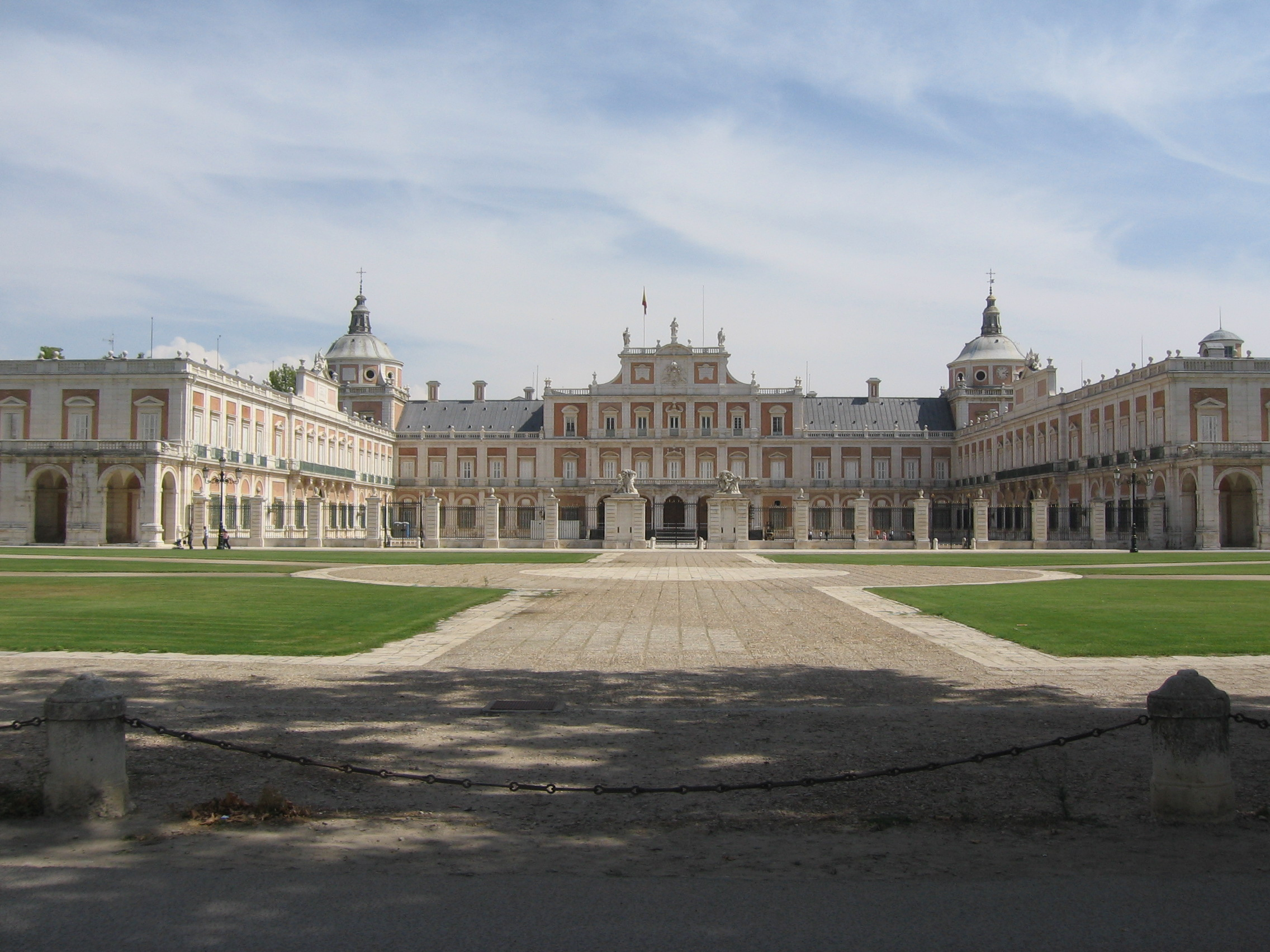
Palau d'Aranjuez

El Concierto de Aranjuez, tot i estar escrit a París, s'inspira en els jardins del Palau d'Aranjuez, la residència primaveral del rei Felip II durant la segona meitat del segle xvi, i posteriorment reconstruït a mitjan segle xviii per Ferran VI. L'obra intenta mostrar sons de la naturalesa d'un altre lloc i d'un altre època. Segons el compositor, el primer moviment està «animat per un esperit rítmic i un vigor sense cap dels dos temes... interrompent el seu implacable ritme». El 2n moviment «representa un diàleg entre la guitarra i els instruments solistes» (corn anglès, fagot, oboè, trompa), mentre que l'últim moviment «recorda un ball formal en el qual la combinació d'un ritme doble i triple manté un tempo tibant». Ell descriu el concert com "la captura de «la fragància de les magnòlies, el cant dels ocells i el doll de les fonts» dels jardins d'Aranjuez".
Rodrigo i la seva esposa (des de 1933), la pianista turca Victoria Kamhi, van passar la seva lluna de mel a Aranjuez, i d'aquí el nom del concert. Un temps després van anar a Alemanya. Allí esperaven tenir al seu primer fill. El nen va néixer mort i la seva dona va estar a punt de morir. En el segon moviment Rodrigo qüestiona a Déu per l'avortament que va patir la seva dona va perdre al seu fill i demanà que la seva dona no morís. Això s'expressa mitjançant el pols de la guitarra (al començament del segon moviment), que representa un cor bategant. El moviment té pena, ràbia i desesperança. Al final, en el clímax que creen la guitarra i l'orquestra, l'autor "escolta a Déu" i per fi es produeix l'acceptació del fet i la pau interior.

### Interpretacions
Un gran nombre de músics ha reinterpretat l'obra, incloent a Miles Davis, en companyia de Gil Evans. En l'àlbum Sketches of Spain, Davis comenta: «Aquesta melodia és tan forta que com més suau es toca, més forta es torna, i com més forta es toca, més feble es torna».
Paco de Lucía va interpretar-lo el 1991 en el Teatre Bulevard en Torrelodones al costat de l'Orquestra de Cadaqués sota la direcció del Mestre Edmon Colomer i l'assessoria musical de José María Gallardo, amb el mestre Rodrigo present, el qual va dir uns dies abans "Estic realment encantat que el meu concert s'interpreti el major nombre de vegades possible, i em sembla molt bé que s'abordi en aquesta ocasió amb un tractament tan diferent del clàssic com és el del flamenc".
L'adagio del Concert d'Aranjuez ha estat versionat pel clarinetista i compositor Jean-Christian Michel en l'àlbum "Aranjuez", amb un tiratge d'1.500.000 exemplars. Jean-Christian Michel considera a aquest concert com una dels cims de la música de la segona meitat del segle xx.
El 9 de juny de 2018, a Madrid, durant la gira de Queen i Adam Lambert per Espanya, el mític guitarrista Brian May, toca una versió reduïda del Concert d'Aranjuez fent servir l'obra com a introducció a la cançó "Love of my life", un dels moments culminants del concert.

## Versions populars
L'adagio és la part més famosa de l'obra, i ha estat utilitzat en pel·lícules, reportatges de televisió i anuncis. Molts intèrprets pensaven que aquest fragment musical és molt i van haver-hi problemes per no pagar drets d'autor, per exemple, Davis i Evans a Sketches of Spain.
Un arranjament de tipus chanson del segon moviment, amb lletra de Guy Bontempelli i titulat "Aranjuez, Mon Amour" va aconseguir una enorme difusió en la veu de Richard Anthony el 1967, i de fet es considera el major èxit del cantant. Posteriorment, Richard Anthony va gravar una versió amb lletra en castellà i un ritme de sintetitzador que recorda al de l'èxit de Jennifer Rush, "The Power of Love".
Després de l'adaptació pop de Richard Anthony, han estat interpretat per molts cantants. Es pot destacar Plácido Domingo, José Carreras, Montserrat Caballé, Lola Flores (en clau de rumba, amb la guitarra del seu marit El Pescaílla), Nana Mouskouri, Cusco, Paloma San Basilio, Dyango, Demis Roussos ("Follow Me"), Dalida ("Aranjuez La Tua Voce"), Massimo Ranieri, la «reina del fado" Amália Rodrigues, Dulce Pontes, Sarah Brightman i el quartet d'òpera-pop Il Divo. La cantant libanesa Fairuz va donar a conèixer, cap el 1990, una insòlita adaptació de l'adagio: "Li Beirut", al·lusiva a aquesta ciutat. També el guitarrista Carlos Santana ha tocat l'adagio en clau més jazzística.
Segons un estudi publicat per la Societat General d'Autors i Editors (SGAE) al juliol de 2005, el Concert d'Aranjuez és la peça musical espanyola que més agrada al Japó. En la sèrie d'anime japonès Digimon Adventure, sona una versió del "Concert d'Aranjuez", amb brillants arranjaments, en quatre moments de gran transcendència en la sèrie. A Digimon 2 també s'escolta una versió reduïda en el capítol 15.
El pianista de jazz Chick Corea cita aquesta obra aEspanya estàndard, en l'àlbum de Return to Forever, Light as a Feather. Michelle Kwan va guanyar el seu cinquè campionat del món de patinatge artístic sobre gel amb la interpretació del concert per Ikuko Kawai. Una versió de l'adagio va tenir un paper prominent en la pel·lícula Tocant el vent de 1997, protagonitzada per Ewan McGregor. És citada en els crèdits de la pel·lícula com a Suc de taronja del Concert de Rodrigo, fent un joc de paraules entre Aranjuez i Orance Juice, la pronunciació anglesa de les quals és molt similar. En la pel·lícula Escola de rock, sentint als estudiants tocar el Concierto de Aranjuez, el personatge principal Dewey Finn té la idea de formar una banda amb els nens.

## Homenatges a Joaquín Rodrigo
En 1991, el rei Juan Carlos va donar al compositor el títol de Marquès de los Jardines de Aranjuez. Joaquín Rodrigo i la seva esposa Victoria estan enterrats en el cementiri d'Aranjuez, en un mausoleu presidit per una guitarra cubista, obra de l'escultor Pablo Serrano. En aquesta localitat existeix un monument que commemora el segon moviment del concert i al seu autor, que reprodueix en el paviment un pentagrama amb notes.